# 藤村幸三郎的三角形問題

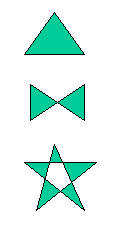
此問題使用三條、四條與五條筆直線段之解。

藤村幸三郎的三角形問題（Kobon triangle problem）是一個離散幾何上未解決的問題，該問題首先由藤村幸三郎（Kobon Fujimura）提出。這個問題問說「對k條線進行排列，則在此直線排列（Arrangement of lines）中，以這k條線為邊且彼此不重疊的三角形最多有多少個？」。一些此問題的變體問的是在射影平面上的狀況，且要求其中的三角形不能為該直線排列中的各線給穿過。
田村三郎證明說此問題的最大整數解之值不超過{\displaystyle {\frac {k(k-2)}{3}}}，這為「對k條線進行排列，則在此直線排列（Arrangement of lines）中，以這k條線為邊且彼此不重疊的三角形的數量的最大值」解提供了一個上界。
在2007年，約翰尼斯‧巴德（Johannes Bader）和吉萊‧克雷蒙（Gilles Clément）發現了一個較小的上界，他們證明說當k除以6的餘數為0或2時，該k值對此問題答案的上界會比田村氏所給出的上界要來得小。在這些k值中，其上界值會為田村氏給出的上界值減一。
此問題的「完美解」（與理論最大值相合的已知最佳解）在k = 3, 4, 5, 6, 7, 8, 9, 13, 15 和 17的狀況下是已求出的 ；在k = 10, 11 和 12的狀況下，目前已知的最佳解比其理論上界要小一個值。
藉由使用佛吉（D. Forge）和羅米瑞茲─阿爾豐森（J. L. Ramirez Alfonsin）兩氏提供的方法，在已知k0條線狀況下的完美解的狀況下，亦可知此問題對形如{\displaystyle k_{n+1}=2\cdot k_{n}-1,\!\,}的各數字ki的（完美）解，像例如當k0 = 3時，在k = 3,5,9,17,33,65,...等的狀況下，「對k條線進行排列，則在此直線排列（Arrangement of lines）中，以這k條線為邊且彼此不重疊的三角形的數量的最大值」亦可求出。
| k                      | 3 | 4 | 5 | 6 | 7  | 8  | 9  | 10 | 11 | 12 | 13 | 14 | 15 | 16 | 17 | 18 | 19  | 20  | 21  | OEIS    |
| 田村氏的上界           | 1 | 2 | 5 | 8 | 11 | 16 | 21 | 26 | 33 | 40 | 47 | 56 | 65 | 74 | 85 | 96 | 107 | 120 | 133 | A032765 |
| 克雷蒙與巴德二氏的上界 | 1 | 2 | 5 | 7 | 11 | 15 | 21 | 26 | 33 | 39 | 47 | 55 | 65 | 74 | 85 | 95 | 107 | 119 | 133 | -       |
| 已知的最佳解           | 1 | 2 | 5 | 7 | 11 | 15 | 21 | 25 | 32 | 38 | 47 | 53 | 65 | 72 | 85 | 93 | 104 | 115 | 130 | A006066 |

## 範例

三條直線的狀況，此情況下為一三角形
四條直線的狀況
五條直線的狀況
六條直線的狀況
七條直線的狀況

## 參照
1. 1 2  Forge, D.; Ramírez Alfonsín, J. L., , Discrete and Computational Geometry, 1998, 20 (2): 155–161, doi:10.1007/PL00009373.
2. ↑  Weisstein, Eric W. (编). . at MathWorld--A Wolfram Web Resource. Wolfram Research, Inc. （英语）.
3. ↑   (PDF).   [2013-05-23]. （原始内容 (PDF)存档于2017-11-11）.
4. ↑  .   [2013-05-23]. （原始内容存档于2013-06-02）.
5. ↑  .   [2013-05-23]. （原始内容存档于2021-03-08）.

## 外部連結
- Johannes Bader, "Kobon Triangles"